# Maša Vujadinović
Maša Vujadinović (em montenegrino: Маша Вујадиновић, Podgorica, Montenegro, 4 de outubro de 2000) é uma cantora montenegrina. Irá representar o Montenegro, juntamente com Lejla Vulić, no Festival Eurovisão da Canção Júnior 2014 com a canção "Budi dijete na jedan dan".